# 杰克·芬奇
杰克·芬奇（英语：Jack Fincher，1930年12月6日 - 2003年4月10日）是一位美国编剧和记者，为各种杂志和期刊撰稿，曾担任旧金山生活杂志社主任。他是电影导演大卫·芬奇的父亲。

## 生平
芬奇出生于德州博纳姆， 并在俄克拉荷马州长大。  1949年高中毕业后，芬奇在塔尔萨大学上了两年学，同时为《塔尔萨世界报》撰稿。然后他应征入伍了美国空军。 1960年，他与克莱尔·梅·波切结婚， 一名来自南达科他州的心理健康护士，从事毒瘾项目工作。他们的儿子是著名的电影导演大卫·芬奇。1964年，大卫2岁时，全家从科罗拉多州的丹佛搬到了加利福尼亚州的圣安塞尔莫，电影制片人乔治·卢卡斯是他们的邻居之一。 
芬奇曾经写过一部霍华德·休斯的传记片，但他的剧本最终被合并到《飞行者》的项目中。 他还写过《大脑》。 他为《曼克》写了剧本，这是一部关于编剧赫尔曼·曼凯维奇的传记电影，这为他赢得了金球奖提名。该剧本原定于20世纪90年代末拍摄，直到他的儿子大卫在2019年开始拍摄时才制作完成。这部电影由加里·奥德曼主演，于2020年由Netflix发行，受到好评。 这部剧本为芬奇赢得了英国电影学院奖最佳原创剧本奖的追授提名，这是他去世16年后的事。
杰克·芬奇在与癌症抗争一年后于2003年4月10日在洛杉矶去世，享年72岁。  